# John Manners, 5.º Duque de Rutland
John Henry Manners, 5.º Duque de Rutland (4 de janeiro de 1778 - 20 de janeiro de 1857), denominado Lorde Roos de 1778 a 1779 e Marquês de Granby de 1779 a 1787, foi um aristocrata e proprietário de terras britânico. Sucedeu aos títulos do seu pai aos 9 anos e, consequentemente, manteve o seu ducado durante quase 70 anos.

## Infância e educação
Denominado Lorde Roos no primeiro ano de vida, Rutland nasceu em Knightsbridge, Londres, sendo o filho mais velho de Charles Manners, 4.º Duque de Rutland, e de Mary Isabella Somerset, filha de Charles Somerset, 4.º Duque de Beaufort. Era neto de John Manners, Marquês de Granby, e irmão de Charles Manners e de Robert Manners. Foi denominado Marquês de Granby quando o seu pai sucedeu no ducado em 1779. Em 1787, herdou o ducado com apenas 9 anos de idade, após a morte inesperada do seu pai aos 37 anos.
Foi educado no Trinity College, em Cambridge, onde se formou com um mestrado em 1797.

## Vida pública
Nobre desde os 9 anos, Rutland não pôde servir na Câmara dos Comuns, assumindo o seu lugar na Câmara dos Lordes em 1799, após deixar Cambridge. Apoiou fortemente o primeiro-ministro William Pitt, o Jovem, e os ministérios conservadores subsequentes. Tinha uma opinião conservadora sobre questões de Igreja e Estado, e opôs-se ao relaxamento dos Test and Corporation Acts, que restringiam os titulares de cargos públicos aos membros da Igreja de Inglaterra. Opôs-se também ao Roman Catholic Relief Act de 1813, que estendeu direitos adicionais aos católicos romanos irlandeses. Foi Lorde Tenente de Leicestershire entre 1799 e 1857.
Foi também um importante proprietário e criador de cavalos de corrida puro-sangue. O seu cavalo de maior sucesso foi Cadland, que venceu o Derby em 1828.
Rutland foi ficcionado como "o duque" no romance Coningsby, de Benjamin Disraeli. Os seus dois filhos também figuraram como "o marquês de Beaumanoir" e "Lord Henry Sidney".
Existe uma estátua de bronze sua no Market Place, Leicester, que foi erguida neste local em 1852, depois de ter sido exibida anteriormente na Grande Exposição no Crystal Palace, Londres, em 1851. Foi a primeira estátua pública a ser erguida em Leicester, e foi inaugurada por Sir Frederick Gustavus Fowke, Grão-Mestre Provincial dos Maçons da Província de Leicestershire, a 28 de abril de 1852.

## Csamento e descendência
Rutland casou com Elizabeth Howard, filha de Frederick Howard, 5.º Conde de Carlisle, a 22 de abril de 1799.
Tiveram dez filhos: 
- Caroline Isabella Manners (25 de maio de 1800 – dezembro de 1804);
- Elizabeth Frederica Manners (10 de dezembro de 1801 – 20 de março de 1886), casou com Andrew Robert Drummond a 7 de março de 1821. Tiveram sete filhos;
- Emmeline Charlotte Elizabeth Manners (2 de maio de 1806 – 29 de outubro de 1855), casou com Charles Stuart-Wortley-Mackenzie a 17 de fevereiro de 1831. Tiveram três filhos;
- George John Henry Manners, Marquês de Granby (26 de junho de 1807 – 4 de agosto de 1807);
- Katherine Isabella Manners (4 de fevereiro de 1809 – 20 de abril de 1848), casou com Frederick Hervey, 2.º Marquês de Bristol a 1 de dezembro de 1830. Tiveram sete filhos;
- Adeliza Elizabeth Gertrude Manners (29 de Dezembro de 1810 - 26 de Outubro de 1877), casou com o seu primo Rev. Cónego Frederic John Norman a 22 de Fevereiro de 1848, e teve descendência;[6]
- George John Frederick Manners, Marquês de Granby (20 de agosto de 1813 – 15 de junho de 1814);
- Charles Cecil John Manners, 6.º Duque de Rutland (16 de maio de 1815 – 3 de março de 1888), não teve descendência;
- John James Robert Manners, 7.º Duque de Rutland (3 de dezembro de 1818 – 4 de agosto de 1906), casou com Catherine Marley a 10 de junho de 1851. Tiveram um filho. Voltou a casar com Janetta Hughan a 15 de maio de 1862. Tiveram quatro filhos;
- George John Manners (22 de junho de 1820 – 8 de setembro de 1874), casou com Adeliza Fitzalan-Howard (filha de Henry Fitzalan-Howard, 13.º Duque de Norfolk) a 4 de outubro de 1855. Tiveram cinco filhos.

A Duquesa supervisionou os trabalhos de paisagismo nos jardins do Castelo de Belvoir e teve um interesse ativo na gestão da propriedade, incluindo o projeto de uma quinta modelo. Ela também fez melhorias no Cheveley Park e supervisionou as obras de construção da York House para o Duque de Iorque. Foi também creditada pelo projeto de um novo palácio para Jorge IV.
A Duquesa de Rutland morreu em novembro de 1825, aos 45 anos.